# 윌리엄 베이크웰

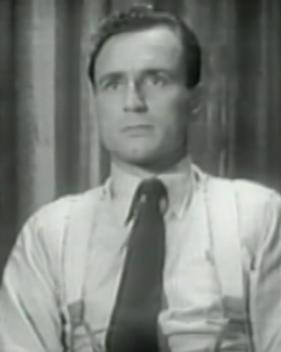

윌리엄 베이크웰(William Bakewell, 1908년 5월 2일 ~ 1993년 4월 15일)은 미국의 배우, 텔레비전 배우이다.
로스앤젤레스에서 태어났으며 로스앤젤레스에서 사망하였다. 사인은 백혈병이다.

## 영화
- 세계에서 가장 힘센 남자 (1975년)
- 보난자 (1959년)
- 풍운아 데이비 크로켓 (1955년)
- 디즈니랜드 (1954년) - 메이저 노턴 역
- 럭키 미 (1954년)
- 소 디스 이즈 러브 (1953년)
- 달에서 온 레이더 맨 (1952년)
- 컴 필 더 컵 (1951년)
- 유 가터 스테이 해피 (1948년)
- 소 디스 이즈 뉴욕 (1948년)
- 로맨스 온 더 하이 시스 (1948년)
- 더 패블러스 도르시스 (1947년)
- 독신남 (1947년)
- 농부의 딸 (1947년)
- 비욘드 투마로우 (1940년)
- 바람과 함께 사라지다 (1939년)
- 플레잉 어라운드 (1930년)
- 서부 전선 이상 없다 (1930년)
- 핫 스터프 (1929년)
- 쇼 오브 쇼 (1929년)
- 온 위드 더 쇼! (1929년)
- 브로드웨이의 황금광들 (1929년)
- 철가면 (1929년)
- 해롤드 틴 (1928년)
- 아나폴리스 (1928년)